# Канале (Ровиго)
Канале је насеље у Италији у округу Ровиго, региону Венето.
Према процени из 2011. у насељу је живело 324 становника. Насеље се налази на надморској висини од 2 м.